# بیلفتو
بیلفتو یک منطقهٔ مسکونی در ایران است که در دهستان خشکرود واقع شده‌است. براساس سرشماری مرکز آمار ایران در سال ۱۳۹۵، بیلفتو ۸۶ نفر جمعیت دارد.